# Man vs. Wild (videogioco)
Man vs. Wild  è un videogioco ispirato alla trasmissione televisiva Man vs. Wild. Il giocatore controlla il personaggio di Bear Grylls e deve sopravvivere in diversi ambienti naturali ostili.

## Ricezione
Il gioco ha ricevuto critiche generalmente negative. Gameplay Today gli ha assegnato un giudizio di 4.5/10 mentre GameZone gli ha assegnato 6.5 su 10.